# Сибирка (Костанайская область)
Сибирка (каз. Сібір) — село в Узункольском районе Костанайской области Казахстана. Входит в состав Карл Марксского сельского округа. Код КАТО — 396637300.

## История
Село образовано в начале XIX века в 5 км от одноимённого форпоста так называемой Горький линии, возведённой в 1752 году.

## Население
В 1999 году население села составляло 378 человек (190 мужчин и 188 женщин). По данным переписи 2009 года, в селе проживало 329 человек (152 мужчины и 177 женщин).